# Малая Охта (исторический район)
Ма́лая О́хта — историческая часть в Красногвардейском районе Санкт-Петербурга. Расположена между реками Невой, Охтой и Оккервиль, а также Соединительной линией железной дороги.
Получила название по реке Охте, на левом берегу которой находится или по прежнему названию  реки Оккервиль, которая с 1770 по 1849 г. называлась Малая Охта. Определение Малая дано для отличия от района Большой Охты, расположенного на правом берегу.
В шведские времена в устье Охты располагались крепость и город Ниеншанц.
Поселение здесь возникло в 1720-х годах по указу Петра I. В конце XIX — начале XX века здесь была рабочая окраина. В 1922 году Малая Охта была включена в черту Ленинграда.
Южная территория района была реконструирована и застроена новыми жилыми домами в 1920—1930-х годах. В 1950-х годах сформировался сталинский ансамбль Заневской площади, который стал планировочным центром Малой Охты. В 1960-х годах появились типовые (в основном пятиэтажные) дома на проспектах Шаумяна, Новочеркасском и Заневском.
На Малой Охте расположена единственная станция метро — «Новочеркасская» (открыта в 1985 году).
По району названы Малоохтинский проспект, Малоохтинская набережная, Малоохтинский парк, Малоохтинское кладбище, Малоохтинский колледж.